# Первая битва при Ламии
Битва при Ламии произошла в 209 году до н. э. между македонской армией и силами Рима и его союзников. Сражение закончилось победой Македонии. В этом же году произошла Вторая битва при Ламии.

## История
Весной 210 года до н. э. Марк Валерий Левин отплыл из Коркиры со своим флотом и прибыл в Навпакт, где объявил, что пойдёт на Антикиру. На третий день в союзе с этолийцами он начал осаду Антикиры с суши и с моря, но осаждённым труднее было оборонять город с моря. На кораблях были установлены метательные машины, и через несколько дней город сдался и достался этолийцам, но добычу получили римляне. 
К союзу против Филиппа V помимо Римской республики и Этолии присоединились Пергам, Элида и Спарта. Левин вернулся в Рим, где сообщил в Сенате о положении царя Филиппа. Однако союзники вели себя пассивно, а македонцы под командованием Филиппа захватили Эхин после непродолжительной осады. Римский военачальник Публий Сульпиций и этолийский полководец Доримах пытались снять осаду, но потерпели поражение.
Весной 209 года до н. э. Филипп высадился у города Ламии, против него выступили этолийцы под командованием Пиррия, пергамцы и около тысячи римлян, присланных Сульпицием. В сражении войска Филиппа одержали победу, а затем нанесли поражение антимакедонскому союзу и во второй битве.